# Wood Green
Pour la station de métro, voir Wood Green (métro de Londres).
Wood Green est un quartier du borough londonien de Haringey, à Londres.